# Honda CMX 500 Rebel
Die CMX500 Rebel ist ein Motorrad des japanischen Fahrzeugherstellers Honda im Bobber- bzw. Cruiser-Stil. Das Modell wurde im November 2016 in Long Beach, USA, präsentiert und wird seit dem Frühjahr 2017 verkauft.

## Konzeption
Die Entwicklung zeichnete sich nach President Director Astra Honda Motor Toshiyuki Inuma mit „Simple“ und „Raw“ aus. Moderne Linien mit Stilelementen des 20. Jahrhunderts sollen das Motorrad prägen. Die Modifikation bzw. Customization lag im Vordergrund. Durch den Minimalismus sollte das Verändern leichter zugänglich sein und zudem die Individualität zur Geltung bringen.

“We release Honda CMX500 Rebel as the answer for riders who is longing for individuality on their bike and still can be customized towards the imagination of its owner. This is also in-line with our strong commitment … can enjoy each ride and express lifestyle.”

„Wir veröffentlichen Honda CMX500 Rebel als Antwort für Fahrer, die die Individualität wünschen und (sie) trotzdem an ihre Vorstellungen anpassen. Wir widmen dem Fahrer, der das Fahren geniesst und den Lifestyle zur Geltung bringt.“

Der verantwortliche Honda-Chefdesigner Keita Mikura beschreibt das zugrunde liegende Konzept wie folgt: „(Das Motorrad), das einen zeitlosen optischen Auftritt mit neuen, zeitgenössischen Elementen zu einer eigenen Stilrichtung verbindet. Unkompliziert, praxisgerecht, leicht zu bedienen und zu fahren, zeigt sich die neue Honda Rebel einerseits praxisbetont unkompliziert. Anderseits ist das Bike wie ein Freigeist ready für alles, was sein Besitzer damit anzustellen gedenkt.“
Als Mischung von Retro-Aussehen und Moderne sind die Außenbestandteile in klassischer und minimalistischer Form gehalten, und die technischen Bestandteile dahinter der Moderne entsprechend umgesetzt.

## Konstruktion

### Antrieb
Der wassergekühlte Parallel-Twin mit 471 cm³ Hubraum wurde mit geringen Änderungen von Honda CB 500 F übernommen und erzeugt eine Nennleistung von 34 kW (46 PS). Die Leistung wurde verringert, dafür wurde das maximale Drehmoment erhöht. Die zwei Zylinder haben eine Bohrung von 67 mm Durchmesser, die Kolben einen Hub von 66,8 mm bei einem Verdichtungsverhältnis von 10,7:1. Der Normverbrauch wird mit 3,7 Liter auf 100 km angegeben. Das Motorrad erreicht eine Höchstgeschwindigkeit von 155 km/h.

### Fahrwerk
Der Stahl-Doppelschleifenrahmen besteht aus zwei vorder-teiligen und zwei hinter-teiligen Heckrahmen mit mittragender Motor-Getriebe-Einheit, wobei im Rahmenvorderteil der Steuerkopf und im Rahmenhinterteil die Schwingenaufnahme integriert ist. Der Radstand beträgt 1488 mm, der Nachlauf 110 mm und der Lenkkopfwinkel 28 Grad. Das zulässige Gesamtgewicht liegt bei 361 kg. Die Hinterachse wird von einer Zweiarmschwinge aus Stahl mit zwei Feder-Dämpfer-Einheiten geführt.
Die Fahrwerkseinstellung kann nicht verändert werden. Das kombinierte Antiblockiersystem regelt den Schlupf bei Beschleunigung und Verzögerung. Aufgrund der Euro-4-Norm sind die Motorräder, die in Europa verkauft werden, serienmäßig mit ABS ausgestattet.
Der Tank ist in einem ungewöhnlichen Winkel oben angebracht und soll die rebellische Art zu Ausdruck bringen.
Das Motorrad hat serienmäßig vorne und hinten zehnspeichige Gussräder aus Aluminium. Die Maße der Bereifung entsprechen vorne 130/90 ZR 16 und hinten 150/80 ZR 16.

### Kraftstoffversorgung
Der 11,2 Liter fassende Kraftstofftank ist aus Stahl. Honda empfiehlt die Verwendung von Motorenbenzin mit einer Klopffestigkeit von mindestens 95 Oktan. Es darf auch E10-Kraftstoff mit 10 % Bio-Ethanol getankt werden. Der Ansaugschnorchel ist auf der linken Fahrzeugseite unten angebracht. Ein Katalysator im 2-in-1-Auspuff behandelt das Abgas nach, das Gemisch wird mit Hilfe einer Lambdasonde geregelt. Damit unterschreitet das Fahrzeug die Schadstoffgrenzwerte der Abgasnorm Euro-3. Die Abgase werden über einen zentralen Mittelschalldämpfer und Endschalldämpfer auf der rechten Seite abgeführt.

### Modifikation
Das Motorrad wurde unter anderem als Custom-Bike entwickelt. Nach der Markteinführung gab es schon erste Zubehörteile, mit denen das Motorrad ausgestattet und modifiziert werden konnte.

### Sonstiges
Die Instrumentenausstattung in einem alt anmutenden Rundgehäuse umfasst hingegen der Moderne entsprechend eine rechteckige Flüssigkristallanzeige, die den Tachometer, Kilometerzähler, zwei rücksetzbare Streckenmesser und die Uhrzeit in sich vereint, zudem sind die bekannten Symbole des Kombiinstruments jeweils oben und unten angebracht. Das Rundinstrument enthält unter anderem einen Taster, mit dem im Menü navigiert werden kann und Einstellungen verändert werden können. Ein Drehzahlmesser hingegen fehlt, was einem typischen Chopper entspricht, so stehen das Fahren und das Genießen laut Honda an erster Stelle. Die standardmäßig vorhandene Wegfahrsperre (HISS) Hondas wird in CMX500 nicht eingebaut. Das Motorrad mit ABS wird in drei verschiedenen Lackierungen des Tanks angeboten. Die Version ohne ABS ist zusätzlich in blauer Lackierung exklusiv in USA erhältlich. Die Sitzhöhe ist mit 690 mm sehr tief und sollte den Anfängern einen sicheren Einstieg bieten. Das Motorrad wird standardmäßig mit einem abnehmbaren Soziussitz ausgeliefert. Das Zündschloss sitzt auf der linken Seite unterhalb des Tanks. Unter dem Sitz sind zwei Dokumenteinschubfächer. Hinter der Plastikabdeckungen an den  Seiten sind Bordwerkzeuge und Batterieklemmen.

## Modellgeschichte

### Honda CMX500(A) Rebel (2017–2019)
Das Modell wurde im November 2016 in Long Beach, USA, präsentiert und wurde zwischen Frühjahr 2017 und Ende 2019 verkauft. Honda hat als Antwort auf den wachsenden Cruiser-Markt seine CMX-Modellsparte  um die Modellreihe aus der 250, 300 und 500 erweitert. Die Modelle unterschieden sich vor allem im Design, welches der Moderne entsprechend gestaltet wurde.

### Honda CMX500 Rebel (2020–)
Das 2020 Modell wurde an der EICMA 2019 als Nachfolger präsentiert. Als Änderungen kamen dazu leichte Designanpassung, wie runde Blinker-Gehäuse, Verbesserungen bei der Federung, Integration von Leuchtdioden als Leuchtmittel, eine Ganganzeige, eine Rutschkupplung und ein neuer Sitz mit erhöhtem Komfort.

## Kritiken
Der CMX 500 Rebel wird in diversen Tests eine gute Fahrwerksabstimmung und ein spritziger Motor bescheinigt. Zudem wird der niedrige Preis verbunden mit den wenig auffallenden Abstrichen gelobt.

„Mit einem Cruiser soll man cruisen. Wenn aus einem Cruiser aber eine Cruise-Missile wird, dann werden die Augen groß. Die Rebel ist zwar kein Geschoß, aber sie kann auch ein bisschen ernst machen und ihre 45 PS perfekt einsetzen, um es im Winkelwerk einigen Alphatieren schwer zu machen. Die Fahrdynamik ist ausgewogen, der Motor spontan und drehfreudig und die Bremsen absolut ausreichend. Nur an einigen Details erkennt man, dass der Preis auch seinen Verzicht fordert. Doch hier bekommt man für kleines Geld bestimmt mehr geboten, als man erwarten würde. Unbedingt probefahren!“

„Wir alle streben für Vielfalt und die Honda Rebel bringt eben jene Vielfalt in die A2-Führerscheinklasse. Sie ist eine wunderbare Erweiterung des Honda Modellprogramms und kann nicht nur Einsteiger überzeugen. Motor- und Fahrwerkabstimmung machen sie zu einem sehr entspannten Cruiser, mit dem Dahingleiten zum Genuss wird. Die Optik ist rein pragmatisch, sie glänzt praktisch vor Minimalismus. Ein stimmiges Gesamtpaket für leistbare Motorradentspannung.“

„Wir können’s natürlich nur für uns beantworten – mit einem offenen Ja. Das kleine Maschinchen ist mehr als tapfer, das Handling einfach, die Sitzposition für Cruiser-Verhältnisse sehr entspannt. Das Fahrwerk sorgt sogar für einen halbwegs ordentlichen Komfort, was in dieser Liga der Low-Seater eine löbliche Ausnahme ist. Gleichzeitig ist die Schräglagenfreiheit okay. Natürlich setzen bald die Raster auf, aber nicht so früh, dass man gleich ins Fluchen kommt. Unterm Strich: ein hübsches, originelles, leicht zu fahrendes Motorrad mit Charakter – und ein herzeigbares Beispiel dafür, dass Biken nicht teuer sein muss.“

„In the midnight hour she cried more, more, more. Natürlich wollen wir nicht erst bis Mitternacht warten, um mit der neuen Honda CMX 500 Rebel um die Ecken zu wetzen. Honda hat uns mit der kleinen Bobber eine gelungene Überraschung serviert, die Fahranfänger, Wiedereinsteiger und alte Hasen gleichermaßen zu begeistern weiß. Dabei ist es nicht nur die leichte und komplett stressfreie Fahrbarkeit des Rebellen, die uns direkt in ihren Bann gezogen hat, sondern auch das von Honda ganz bewusst in schwarz gehaltene Äußere der CMX, mit dem die Rebel trotz ihrer kleinen Abmaße geradezu hemdsärmelig erwachsen rüberkommt. Dabei fallen viele, dem Rotstift entsprungenen Details, wie dem schnöden Endtopf oder dem nicht einstellbaren Fahrwerk auf den ersten Blick gar nicht auf. Durch den günstigen Einstandspreis von 5.990 Euro kann man auch über solch preisgünstige Old-School Lösungen wie das separate, unter der Gabelbrücke angebrachte Lenkschloss locker hinwegsehen, dafür rockt das Gesamtpaket der CMX Rebel einfach zu gut. Und dass ein wenig Old-School heutzutage immer noch verdammt gut rockt, beweist uns der gute, alte Billy Idol mit seinem Evergreen Rebel Yell schließlich auch jeden Tag wieder aufs Neue.“

„Angesichts der überschaubaren Investitionssumme von knapp 6.000 Euro darf der Käufer verständlicherweise nicht mit Hightech-Erwartungen an die 190 Kilogramm wiegende Rebel herangehen. Diesbezüglich ist nichts geboten, noch nicht einmal ein LED-Rücklicht. Aber selbst wenn die Rebel eines hätte – wem wollte man es nach getaner Überholarbeit auch stolz zeigen? Nein, die technische Zurückhaltung und die optische Präsentation passen gut zusammen. Denn mehr als ein böses Bübchen will die Honda Rebel ja gar nicht sein. Sie ist im Grunde eine sanfte Natur.“

„Wer in die Motorradwelt eintauchen will, der muss nicht zwingend auf dünnrädrige Mopeds aufsteigen. Honda bietet mit der Rebel ein echtes Bike, das nicht nur mit seinen dicken Reifen  dicke Backen macht und 46 PS zum Eingewöhnen bietet.“

„Doch soll man die kleine Rebellin überhaupt an dieser Latte messen? Denn die XV 535 hat sich zu ihrer Zeit mit ganz eigenen Argumenten durchgesetzt: mit unaufgeregtem Charakter, niedriger Sitzhöhe und – vor allem – einem niedrigen Preis. Mit all dem kann die 5700 Euro günstige Rebel heute auch dienen.“